# 퍼스트 폴리오

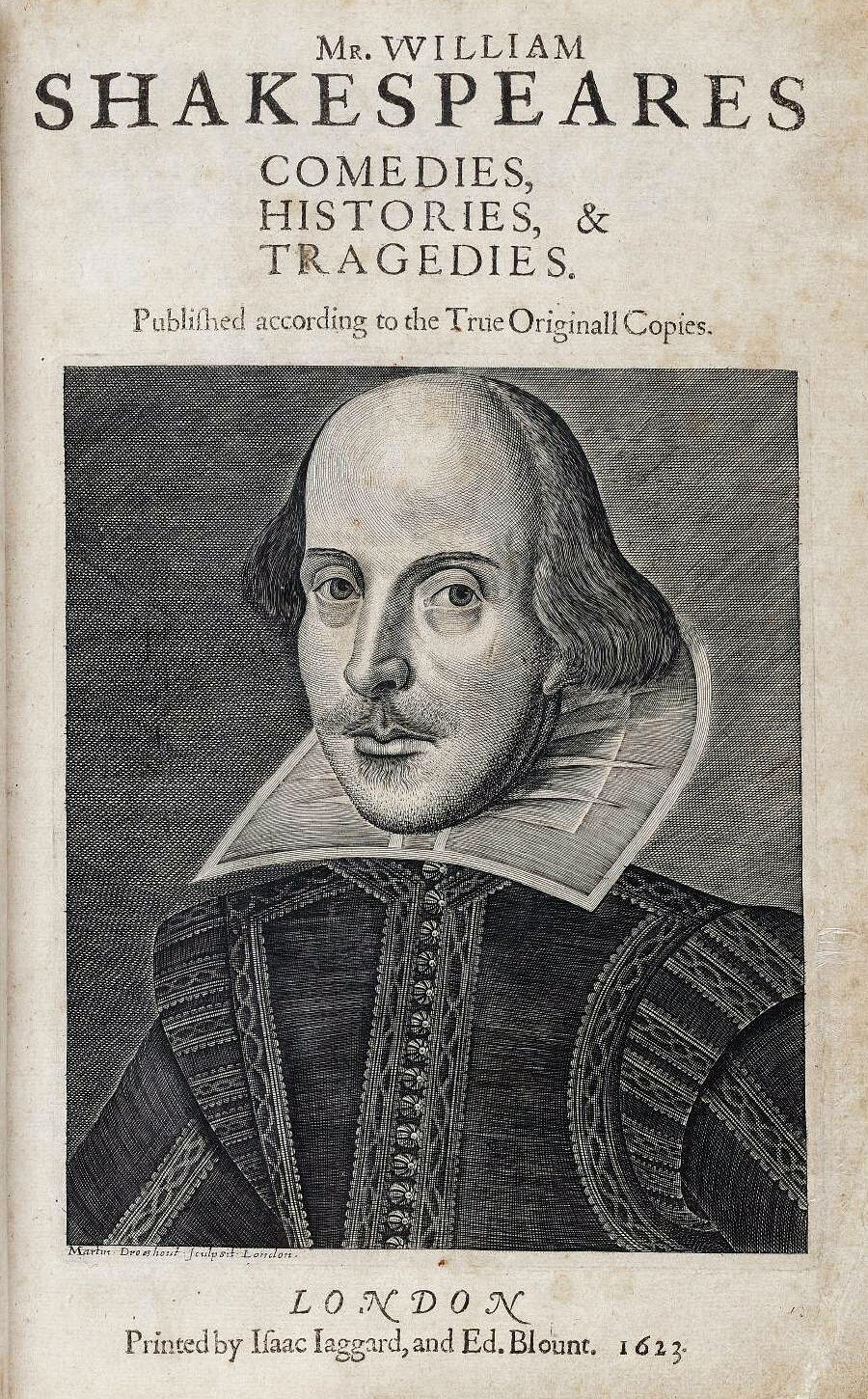
퍼스트 폴리오의 첫 판 인쇄 속표지, 1623년

퍼스트 폴리오(First Folio)는 《윌리엄 셰익스피어씨의 희극, 역사극, 비극》이라는 제목으로 된 윌리엄 셰익스피어의 작품집으로 현대 학자들에 의해 부쳐진 이름이다. 셰익스피어의 사망 후 7년 뒤인 1623년에 출판되었다. 셰익스피어의 작품 총 36개로 이루어져 있으며 그의 동료였던 존 헤밍즈와 헨리 콘델에 의해 만들어졌다. 이 책에는 《템페스트》, 《십이야》, 《맥베스》, 《줄리어스 시저》, 《자에는 자로》 등이 실려 있다. 